# 罗兰·安德松
罗兰·安德松（瑞典語：Roland Andersson，1950年3月28日—），生于马尔默，瑞典男子足球运动员，司职后卫。他曾代表瑞典国家队参加1978年国际足联世界杯，结果队伍止步小组赛阶段。